# Maria Luísa de Orleães
Maria Luísa de Orleães (em francês: Marie-Louise d'Orléans; Paris, 26 de março de 1662 – Madrid, 12 de fevereiro de 1689) foi a primeira esposa do rei Carlos II e Rainha Consorte da Espanha de 1679 até sua morte. Era filha de Filipe I, Duque de Orleães, e sua esposa Henriqueta Ana da Inglaterra.

## Biografia

### Início de vida

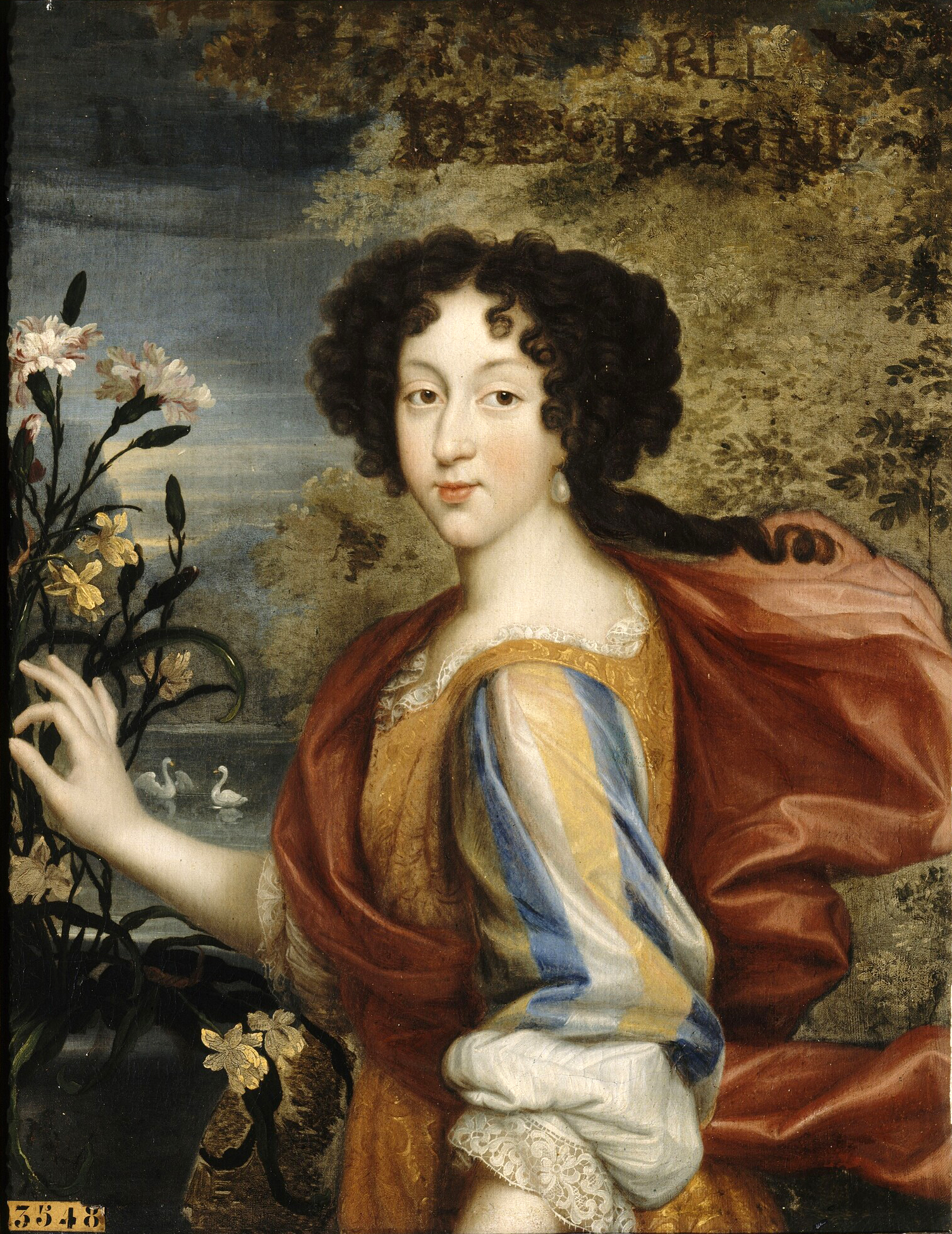
Maria Luísa de Orleães c. 1679

Maria Luísa de Orleães nasceu no Palácio Real em Paris. Era filha de Filipe I, Duque de Orleães e de sua prima e primeira esposa Henriqueta Ana da Inglaterra. Os seus avós paternos eram Luís XIII da França e Ana da Áustria. Seus avós maternos eram Carlos I da Inglaterra e Henriqueta Maria da França. O seu tio paterno era Luís XIV da França. Entre os seus tios maternos figuravam Carlos II da Inglaterra e Jaime II da Inglaterra. Como neta de um monarca francês, ela era uma Neta da França ("Petite-fille de France") e tinha direito ao estilo de Sua Alteza Real, embora, como era habitual na corte francesa, seu título "Mademoiselle d'Orleães", fosse usado com mais frequência.
Encantadora, adorável e graciosa, Maria Luísa era a filha favorita de seu pai, embora houvesse rumores na corte de que o pai da princesa era o rei Luís XIV ou o Conde de Guiche. Maria Luísa passou a maior parte de sua infância nas residências dos duques de Orleães, o Palácio Real e o Castelo de Saint-Cloud, nos arredores de Paris. Quando criança, Maria Luísa passava muito tempo com suas avós reais: Ana da Áustria, que a adorava e lhe legou uma parte substancial de sua fortuna, e Henriqueta Maria da França, que morava no Castelo de Colombes, onde a princesa conheceu sua prima Ana, a futura rainha da Grã-Bretanha. Após a morte de Henriqueta Maria da França, a princesa Ana permaneceu na corte francesa sob a supervisão da mãe de Maria Luísa, Henriqueta Ana, Duquesa de Orleães, tendo sido companheira de brincadeiras das primas.
Em 1669, a mãe de Maria Luísa deu à luz a outra menina, nomeada Ana Maria. Maria Luísa esteve presente no batismo da irmã no início de 1670. Em junho do mesmo ano Henriqueta Ana faleceu, deixando as pequenas princesas órfãs de mãe. Em 1671, o pai de Maria Luísa se casou com Isabel Carlota do Palatinado, que era conhecida pelo apelido de Liselotte e, tal como a mãe da menina, era descendente do rei Jaime I da Inglaterra. Ao contrário da sociável Henriqueta Ana, que havia crescido na corte francesa, Liselotte se manteve distante da corte e dos cortesãos, voltando toda a sua atenção para as filhas do primeiro casamento do marido. De modo que, Maria Luísa e a irmã Ana Maria eram muito próximas da madrasta.

### Rainha da Espanha

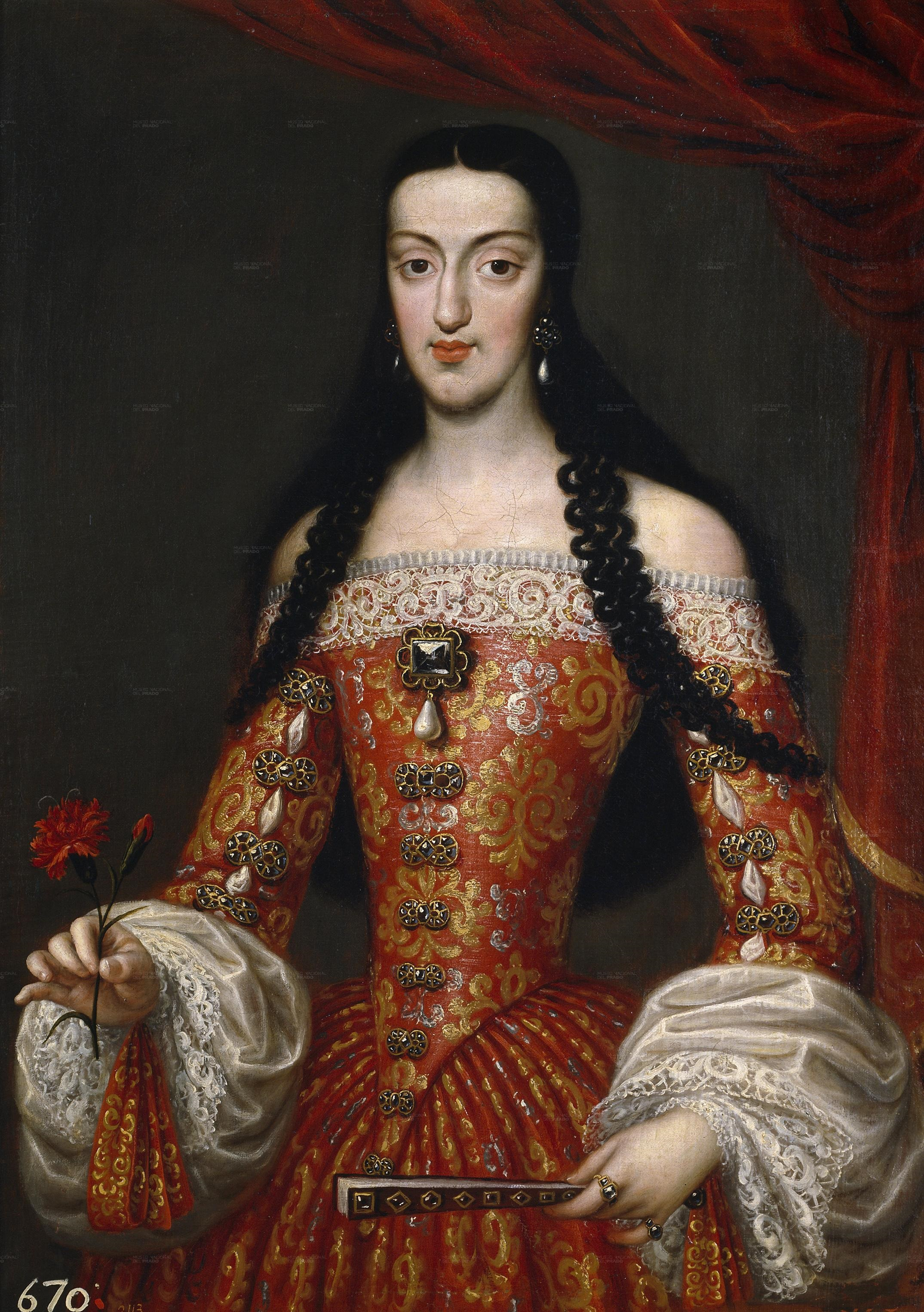
Maria Luísa, quando rainha, retratada em trajes da corte espanhola
Por José García Hidalgo, c. 1679. No Museu do Prado.

Em julho de 1679, Maria foi informada por seu pai, Filipe, e seu tio, o rei Luís XIV, de seu noivado com Carlos II da Espanha. Assustada com a ideia deste casamento, ela lançou-se aos pés de Luís XIV pedindo para que ele renunciasse a este projeto: rindo, o rei diz-lhe que não é digno que a rainha da Espanha ajoelhe-se aos pés do rei da França. Seu casamento com Carlos II foi visto como uma maneira de induzir melhores relações entre a França e a Espanha; As relações entre duas nações estavam em péssimas condições em consequência da Guerra Franco-Holandesa. Diz-se que a união com Carlos II não agradou Maria pois ela estava apaixonada e queria se casar com seu primo Luís, Delfim da França.
O casamento por procuração ocorreu no Palácio de Fontainebleau em 30 de agosto de 1679, tendo seu noivo sido representado por um primo distante de Maria, Luís Armando de Bourbon, Príncipe de Conti. Até meados de setembro, houve uma série de eventos formais realizados em homenagem à nova rainha da Espanha. Antes de partir, Maria Luísa foi ao Convento de Val-de-Grâce, onde o coração de sua mãe estava guardado. Quando ela partiu, temendo que, assim como sua prima Margarida Luísa de Orleães, Grã-Duquesa da Toscana, a princesa deixasse o marido para retornar à França, o rei disse à sobrinha na presença desta: "Adeus, Madame, e para sempre."
Em 19 de novembro de 1679, Maria Luísa se casou com Carlos pessoalmente em Quintanapalla, perto de Burgos, Espanha. Este foi o começo de uma existência solitária na corte espanhola. Seu novo marido se apaixonou por ela e permaneceu assim até o fim de sua vida. Embora tenha sido apreciada pela sua beleza, depois do seu casamento ela entrou em depressão e obesidade. Sofreu a hostilidade da Corte que manipulou o rei e o jogou contra sua esposa, mesmo assim ela ficou grávida mas não efetua a sua gravidez a tempo  No entanto, a etiqueta restritiva da corte espanhola (por exemplo, tocar a rainha era proibido), as enfermidades mentais e físicas do rei e suas tentativas malsucedidas de ter um filho causaram seu sofrimento. Uma de suas poucas companhias era a esposa do embaixador francês, a Marquesa de Villars.
Maria Luísa morreu com apenas 26 anos. Carlos II e Maria Luísa não tiveram filhos, e seu marido também não teve filhos com sua segunda esposa, Maria Ana de Neuburgo. A morte de Maria Luísa deixou seu marido de coração partido. Havia rumores de que ela fora envenenada pela notória cortesã Olímpia Mancini, condessa de Soissons, a mando de sua sogra, a rainha-viúva Maria Ana da Áustria, por causa da falta de filhos de Maria Luísa. Maria Ana e Maria Luísa, no entanto, não eram conhecidas por estarem afastadas e a rainha-viúva parecia devastada com a morte da jovem rainha. Parece provável que a verdadeira causa da morte de Maria Luísa tenha sido apendicite.

## Na cultura
Maria Luísa de Orleães se tornou uma das personagens centrais do romance Les Deux Reines (1864), de Alexandre Dumas. Maria Luísa foi interpretada pela atriz britânica Frances Pooley na série de televisão Versailles de 2015.